# ريستو أرنودوفسكي
ريستو أرنودوفسكي (بالكرواتية: Risto Arnaudovski)‏ مواليد 9 يوليو 1981 في زغرب، هو لاعب كرة يد كرواتي. مثل منتخب مقدونيا لكرة اليد.

## روابط خارجية
- ريستو أرنودوفسكي على موقع الاتحاد الأوروبي لكرة اليد (الإنجليزية)